# ماری لافوره
ماری لافوره (فرانسوی: Marie Laforêt‎؛ زاده ۵ اکتبر ۱۹۳۹ – درگذشته ۲ نوامبر ۲۰۱۹) هنرپیشه و خواننده اهل فرانسه بود.
او در دههٔ ۶۰ و ۷۰ میلادی ترانه‌های محبوبی مثل «عشق من، دوست من»، «ایوان، بوریس و من»، «فصل برداشت محصول عشق»، «دیروز برف بارید» و «بیا بریم کوه» را اجرا کرد. آثار او تابه‌امروز بیش از سی و پنج میلیون نسخه در تمام جهان فروش داشته‌اند. لافوره که به او لقب «دختری با چشم‌های طلایی» داده بودند در دوران فعالیت حرفه‌ایش در ۳۵ فیلم هم نقش‌آفرینی کرد.
از فیلم‌ها یا برنامه‌های تلویزیونی که وی در آنها نقش داشته‌است می‌توان به خسیس، ظهر بنفش و عشق‌های مشهور اشاره کرد.
لافوره در ۲ نوامبر ۲۰۱۹ در سن ۸۰ سالگی درگذشت.